# Dixova brusírna dřeva
Dixova brusírna dřeva je stavba nacházející se břehu Úpy v Horním Maršově. Jedná se o kulturní památku. Název Dixova je od jejího zakladatele Ignáce Dixe, který ji založil v roce 1874. Na kamenných kolech se zde brousily smrkové špalky, ze kterých se oddělovala dřevěná vlákna, která v papírnách sloužila výrobě papíru. Stavba je kamenná, s cihlovými šambránami a původním dochovaným komínem.

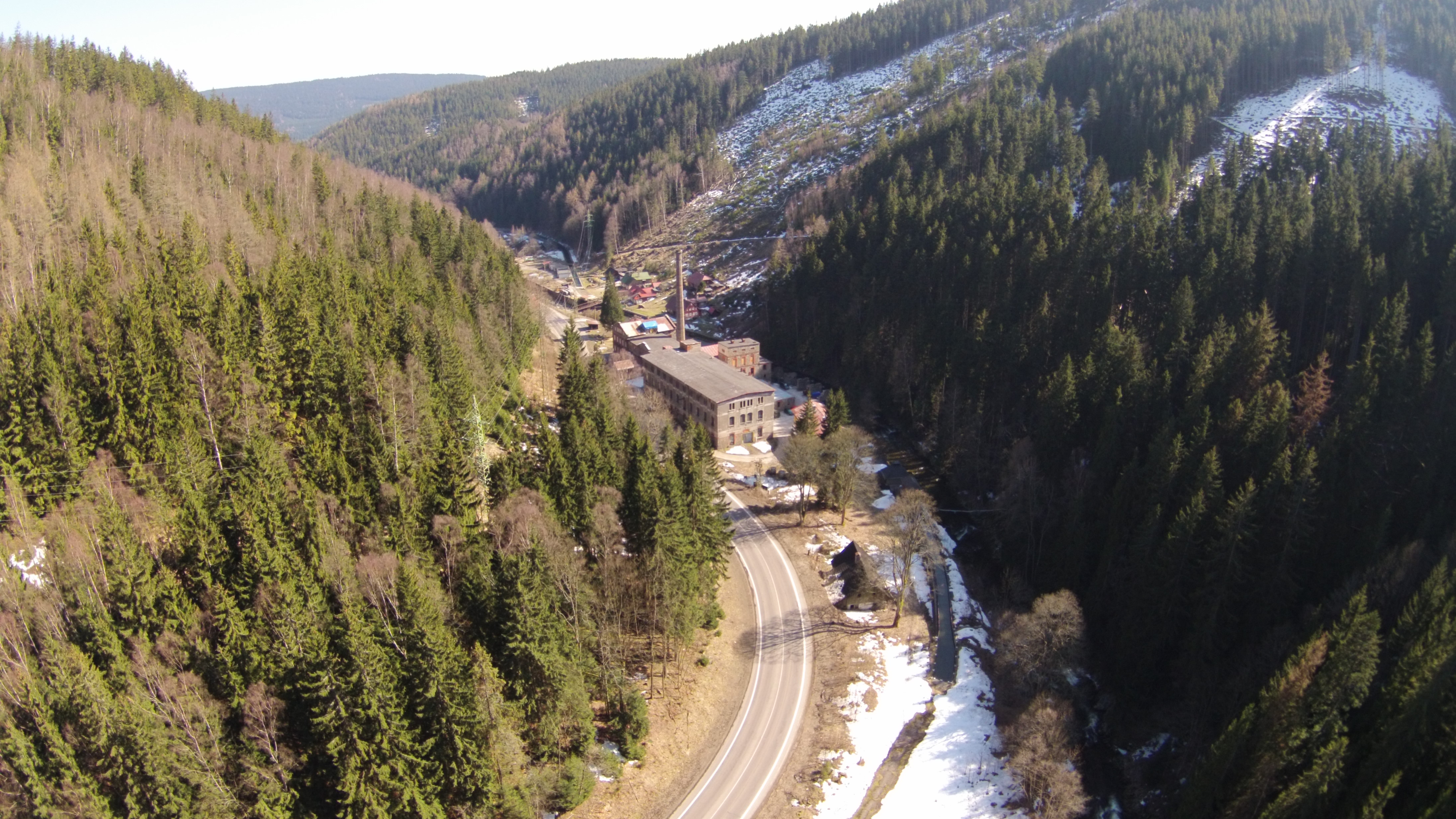
Letecký pohled